# 中村龍夫
中村 龍夫(なかむら たつお、1925年12月22日 - 2012年11月18日）は、日本の経営者。日本鉱業社長を務めた。茨城県出身。

## 経歴
1948年に東京大学法学部を卒業し、同年に日本鉱業に入社。1974年5月に取締役に就任し、常務、専務を経て、1981年6月に副社長に就任し、1989年6月には社長に昇格し、同年8月には共同石油取締役にも就任した。1992年12月に日本鉱業と共同石油との合併により、日鉱共石副会長に就任し、1993年6月から相談役を務めた。
1991年11月に藍綬褒章を受章し、1999年11月に勲二等瑞宝章を受章した。
2012年11月18日心不全のために死去。86歳没。